# Slime
Slime falu Horvátországban Split-Dalmácia megyében. Közigazgatásilag Omišhoz tartozik. 

## Fekvése
Splittől légvonalban 36, közúton 46 km-re keletre, községközpontjától légvonalban 14, közúton 24 km-re keletre, a Vrulja-öböl, valamint a Cetina déli partja és a Dubac-hágó által határolt területen emelkedő hegyen fekszik. 

## Története
A település neve, mely ormot, szirttetőt jelent jól fejezi ki földrajzi fekvését, hiszen a Cetina szurdokvölgye előterében levő magaslaton található. Első írásos említése 1382-ben az akkori nagy kiterjedésű razdobljei plébánia részeként történt. A török a 16. század elején szállta meg. Amikor 1571. október 7-én Lepantónál az egyesült keresztény sereg nagy tengeri győzelmet aratott a török flotta felett a szomszédos Rogoznica, Kučiće és Svinišće lakóival együtt Slime lakói is részt vettek a velencei erők oldalán folytatott harcokban és átmenetileg felszabadították településüket. A szabadság azonban csak rövid ideig tartott, mert 1573. március 7-én a térség újra török uralom alá került. Keresztelő Szent János plébániáját 1625-ben említi először Ponzonia érsek. Slime 1684-ben szabadult fel a török uralom alól és a karlócai béke értelmében velencei fennhatóság alá került. A velencei uralomnak 1797-ben vége szakadt és osztrák csapatok vonultak be Dalmáciába. 1806-ban az osztrákokat legyőző franciák uralma alá került, de Napóleon lipcsei veresége után 1813-ban újra az osztrákoké lett. A településnek 1857-ben 217, 1910-ben 355 lakosa volt. 1918-ban az új szerb-horvát-szlovén állam, majd később Jugoszlávia része lett. A háború után a szocialista Jugoszláviához került. 1991 óta a független Horvátországhoz tartozik. Az 1970-es évek óta lakossága a fiatalok elvándorlása miatt folyamatosan csökkent. 2011-ben a településnek 270 lakosa volt.

## Lakosság
| Lakosság változása | Lakosság változása | Lakosság változása | Lakosság változása | Lakosság változása | Lakosság változása | Lakosság változása | Lakosság változása | Lakosság változása | Lakosság változása | Lakosság változása | Lakosság változása | Lakosság változása | Lakosság változása | Lakosság változása | Lakosság változása |
| ------------------ | ------------------ | ------------------ | ------------------ | ------------------ | ------------------ | ------------------ | ------------------ | ------------------ | ------------------ | ------------------ | ------------------ | ------------------ | ------------------ | ------------------ | ------------------ |
| 1857               | 1869               | 1880               | 1890               | 1900               | 1910               | 1921               | 1931               | 1948               | 1953               | 1961               | 1971               | 1981               | 1991               | 2001               | 2011               |
| 217                | 213                | 233                | 289                | 337                | 355                | 430                | 493                | 483                | 471                | 478                | 480                | 365                | 361                | 304                | 270                |

## Nevezetességei
Keresztelő Szent János tiszteletére szentelt római katolikus plébániatemploma mai formájában 1786-ban épült a régi, kisebb templom helyén. 1976-ban kulturális műemlékké nyilvánították. Egyhajós épület keletre néző apszissal. Ötszögű szentélye a régi templom egyetlen megmaradt része. Homlokzata feletti harangtornyában három harang látható, a toronyba az 1789-es évszám látható bevésve, mely valószínűleg az építés ideje. A templom belseje dongaboltozatos, az épület egyszerű barokk stílusjegyeket visel magán. Három oltára van, a főoltár márványból készült a 18. század végén. Ebben az időben készítették a déli, Keresztelő Szent János oltárt is a szent szép, fából faragott szobrával. Az északi oltár márványból készült a 19. század elején Szűz Mária tiszteletére szentelve, rajta a Szűzanya szobrával. Mindkét mellékoltár sekély falmélyedésben van elhelyezve. A feljegyzések szerint a főoltárt Brelából vásárolta a plébánia, amikor a brealiak új márvány oltárt készíttettek templomukba. A templomban található bevésett évszámok közül a legrégebbi 1713. a déli kapuzaton látható.